# Jack Robinson
Jack Robinson (n. 27 decembrie 1997, Margaret River⁠(d), Australia de Vest, Australia) este un surfer ce a reprezentat Australia, medaliat olimpic. A participat la o ediție a Jocurilor Olimpice (2024) în care a câștigat o medalie de argint.

## Participări
Lista de mai jos prezintă principalele competiții la care a participat Jack Robinson de-a lungul carierei.
- Surfing la Jocurile Olimpice de vară din 2024 - shortboard masculin